# Lepicerus inaequalis
Lepicerus inaequalis is een keversoort uit de familie Lepiceridae. De wetenschappelijke naam van de soort is voor het eerst geldig gepubliceerd in 1855 door Motschulsky.